# Neue Straße 6 (Gehrden)

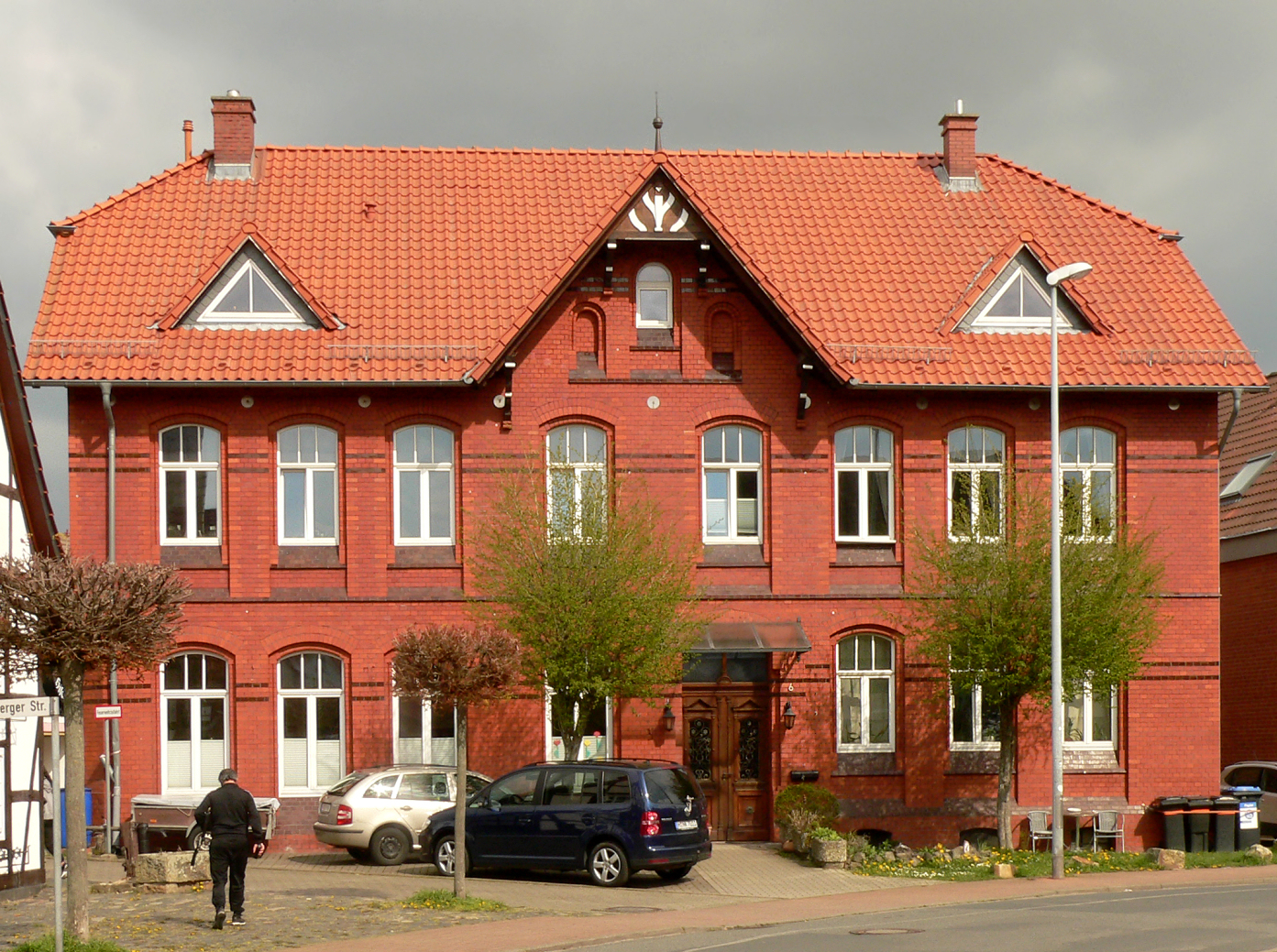
Ehemalige Gaststätte in der Neuen Straße 6 (2021)

Das Gebäude mit der Adresse Neue Straße 6 ist ein denkmalgeschütztes Wohnhaus in Gehrden in der Region Hannover in Niedersachsen. Die ehemalige Gaststätte ist ein durch seine Lage und Gestaltung stadtbildprägendes Gebäude.

## Beschreibung
Die ehemalige Gaststätte ist ein zweigeschossiger, traufständiger Ziegelbau mit acht Fensterachsen, der um 1898 für Conrad Sewig errichtet wurde. Er verfügt über einen kleinen Giebel über den mittleren zwei Achsen. Das Gebäude hat ein weit ausladendes Satteldach auf Pfetten mit Zierstützen. Die Straßenfassade weist zeitübliche Ziegelornamentik auf.
August Sewig hatte um 1832 in Gehrden eine Brennerei für Korn, Kirschlikör und andere Spirituosen gegründet. Der Branntwein wurde in Flaschen oder auch zum Mitnehmen „über die Straße“ durch eine Klappe verkauft.
Daran erinnern der Name der Gaststätte Zur Klappe und der angrenzende Klappenweg.
Die eigene Branntweinherstellung wurde im Jahr 1902 eingestellt.
Das Zur Klappe wurde 1978 geschlossen. Spätere Nutzer waren ein Bistro und danach ein italienisches Restaurant. Im November 1997 wurde das Gebäude durch ein Großfeuer beschädigt und danach als Wohnhaus wiederhergerichtet.

## Lage

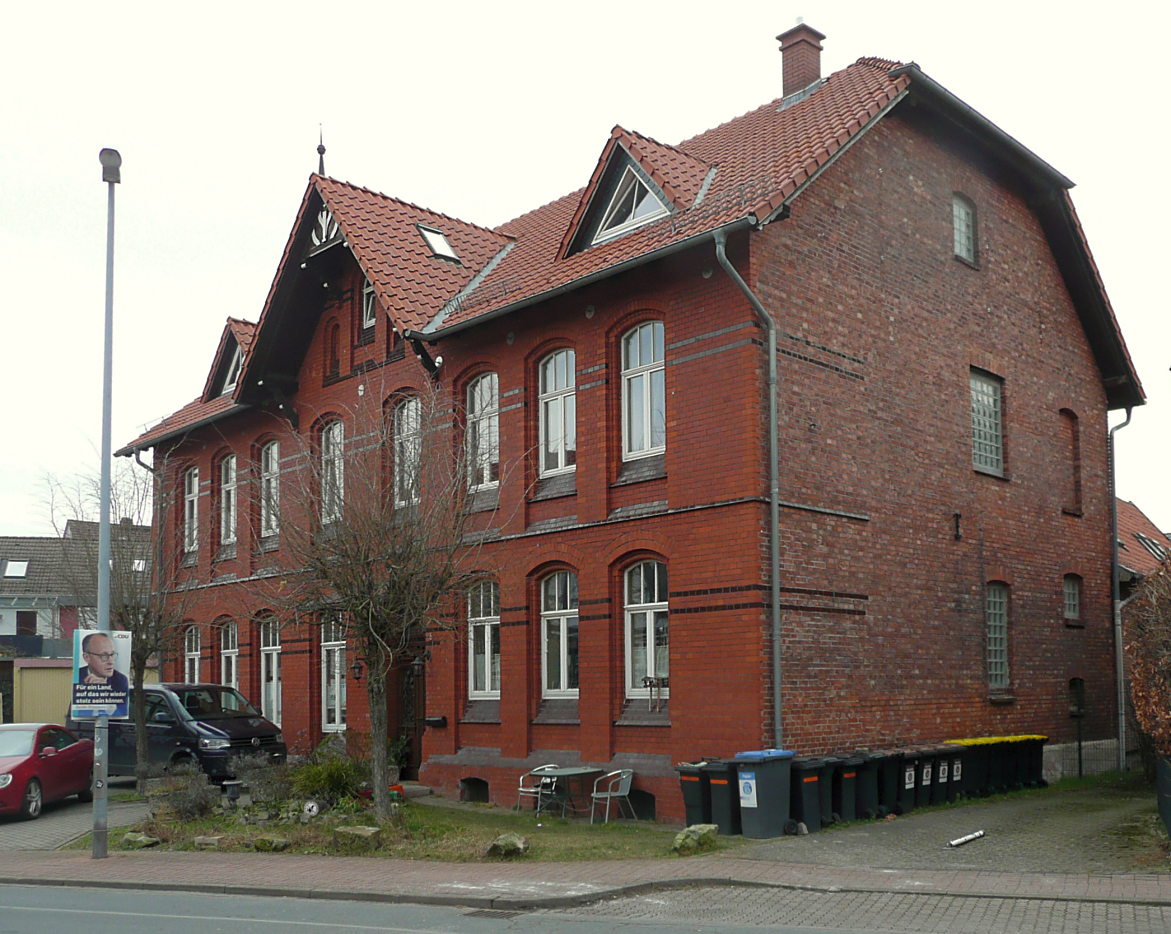
Seitliche Ansicht

Der große Massivbau begrenzt östlich die Gruppe der Bauten in der Neuen Straße, die den historischen Siedlungsbereich nördlich des um die Kirchstraße gelegenen Ortskerns dokumentieren, und bestimmt das Bild der Straße im Mittelpunkt der Blickachse. Aufgrund der städtebaulichen Bedeutung sowie aufgrund des Zeugnis- und Schauwertes durch beispielhafte Ausprägung eines Gebäudetypus besteht ein öffentliches Interesse an der Erhaltung der ehemaligen Gaststätte. Sie liegt in der Gehrdener Altstadt in der Neuen Straße in unmittelbarer Umgebung zur Gaststätte Hischen Hus. An der Straße sowie an zwei parallel laufenden Straßen (Kirchstraße und Alte Straße) sind radial angeordnet schmale, teils durch enge Traufgassen getrennte Parzellen für kleine Hofstellen mit überwiegend giebelständigen Wohn- und Wirtschaftsgebäuden einer ehemals auf Landwirtschaft angewiesenen Bevölkerung. Im östlichen Teil der Neuen Straße ist trotz einiger Verluste in den letzten Jahrzehnten durch Abbruch, starke Veränderung oder Translozierung diese ursprüngliche Bebauung noch vorhanden.